# Sitobion halli
Sitobion halli är en insektsart. Sitobion halli ingår i släktet Sitobion och familjen långrörsbladlöss. Inga underarter finns listade i Catalogue of Life.